# Білецька Марія Григорівна
Марі́я Григо́рівна Біле́цька (нар. 31 серпня 1924, Краснопілля (нині у межах м. Брянка Луганської області) — 2006, Київ) — українська баяністка, учасниця Квартету баяністів Миколи Різоля. Заслужена артистка УРСР (1973). Дружина Івана Журомського.

## Життєпис
Народилась в селі Краснопілля (нині у межах м. Брянка Луганської області) 31 серпня 1924 року.
В дитинстві навчалась грати на баяні у батька — баяніста-аматора Г. С. Білецького.
1936—1939 років навчалась в музичній школі по класу скрипки, а згодом разом з старшою сестрою Раїсою в Київському музичному училищі (клас М. Геліса).
До 1948 року виступала в дуеті з сестрою.
Разом з сестрою, а також з Миколою Різолем і Іваном Журомським виступала з 1948 по 1989 у складі Квартету баяністів (перший баян).
Разом з квартетом гастролювала містами України, Росії, Казахстану, Естонії.
1973 року їй було присвоєно звання Заслуженої артистки УРСР.